# Challenger de Phoenix
El Arizona Tennis Classic es un torneo profesional de tenis. Pertenece al ATP Challenger Tour y se juega desde el año 2019 sobre pistas duras, en Phoenix, Estados Unidos.

## Palmarés

### Individuales
| Año  | Campeón                                        | Finalista                                      | Resultado                                      |
| ---- | ---------------------------------------------- | ---------------------------------------------- | ---------------------------------------------- |
| 2019 | Matteo Berrettini                              | Mijaíl Kukushkin                               | 3–6, 7–6(6), 7–6(2)                            |
| 2020 | Torneo cancelado debido a la pandemia COVID-19 | Torneo cancelado debido a la pandemia COVID-19 | Torneo cancelado debido a la pandemia COVID-19 |
| 2021 | No Celebrado                                   | No Celebrado                                   | No Celebrado                                   |
| 2022 | Denis Kudla                                    | Daniel Altmaier                                | 2–6, 6–2, 6–3                                  |
| 2023 | Nuno Borges                                    | Aleksandr Shevchenko                           | 4–6, 6–2, 6–1                                  |
| 2024 | Nuno Borges                                    | Matteo Berrettini                              | 7–5, 7–6(4)                                    |
| 2025 | João Fonseca                                   | Alexander Bublik                               | 7–6(5), 7–6(0)                                 |

### Dobles
| Año  | Campeones                                      | Finalistas                                     | Resultado                                      |
| ---- | ---------------------------------------------- | ---------------------------------------------- | ---------------------------------------------- |
| 2019 | Jamie Murray Neal Skupski                      | Austin Krajicek Artem Sitak                    | 6–7(2), 7–5, [10–6]                            |
| 2020 | Torneo cancelado debido a la pandemia COVID-19 | Torneo cancelado debido a la pandemia COVID-19 | Torneo cancelado debido a la pandemia COVID-19 |
| 2021 | No Celebrado                                   | No Celebrado                                   | No Celebrado                                   |
| 2022 | Treat Huey Denis Kudla                         | Oscar Otte Jan-Lennard Struff                  | 7–6(10), 3–6, [10–6]                           |
| 2023 | Nathaniel Lammons Jackson Withrow              | Hugo Nys Jan Zieliński                         | 6–7(1), 6–4, [10–8]                            |
| 2024 | Sadio Doumbia Fabien Reboul                    | Rinky Hijikata Henry Patten                    | 6–3, 6–2                                       |
| 2025 | Marcel Granollers Horacio Zeballos             | Austin Krajicek Rajeev Ram                     | 6–3, 7–6(2)                                    |